# Changement de nom de communes en France dans les années 1880
Pour des articles plus généraux, voir Changement de nom de communes en France et Changement de nom de communes en France au XIXe siècle.
Cet article présente une liste des changements de nom de communes en France dans les années 1880.

## Années 1880

### 1880
| Code INSEE | Ancienne dénomination   | Département                             | Nouvelle dénomination    | Date                       |
| ---------- | ----------------------- | --------------------------------------- | ------------------------ | -------------------------- |
| 19250      | Salon                   | Corrèze                                 | Salon-la-Tour            | Décret du 8 janvier 1880   |
| 95563      | Napoléon-Saint-Leu      | Seine-et-Oise (actuellement Val-d'Oise) | Saint-Leu-Taverny        | Décret du 23 juin 1880     |
| 22133      | Loscouët                | Côtes-du-Nord                           | Loscouët-sur-Meu         | Décret du 25 juin 1880     |
| 01194      | Jassans                 | Ain                                     | Jassans-Riottier         | Décret du 5 novembre 1880  |
| 03046      | Buxières-la-Grue        | Allier                                  | Buxières-les-Mines       | Décret du 5 novembre 1880  |
| 07007      | Saint-Didier-de-Crussol | Ardèche                                 | Alboussière              | Décret du 8 novembre 1880, |
| 10064      | Brienne-Napoléon        | Aube                                    | Brienne-le-Château       | Décret du 8 novembre 1880, |
| 71422      | Saint-Germain-des-Bois  | Saône-et-Loire                          | Saint-Germain-lez-Buxy   | Décret du 8 novembre 1880, |
| 71336      | Ouroux                  | Saône-et-Loire                          | Ouroux-sur-Saône         | Décret du 8 novembre 1880, |
| 73317      | Villard-de-Beaufort     | Savoie                                  | Villard-sur-Doron        | Décret du 23 novembre 1880 |
| 88428      | Saint-Michel            | Vosges                                  | Saint-Michel-sur-Meurthe | Décret du 23 novembre 1880 |
| 18087      | Dun-le-Roi              | Cher                                    | Dun-sur-Auron            | Décret du 29 novembre 1880 |
| 71054      | Bragny                  | Saône-et-Loire                          | Bragny-sur-Saône         | Décret du 29 novembre 1880 |
| 95447      | Neuilly-Marines         | Seine-et-Oise (actuellement Val-d'Oise) | Neuilly-en-Vexin         | Décret du 2 décembre 1880  |

### 1881
| Code INSEE | Ancienne dénomination | Département                          | Nouvelle dénomination | Date                        |
| ---------- | --------------------- | ------------------------------------ | --------------------- | --------------------------- |
| 41092      | Fougères              | Loir-et-Cher                         | Fougères-sur-Bièvre   | Décret du 2 février 1881    |
| 34038      | Saint-Martin-d'Orb    | Hérault                              | Le Bousquet-d'Orb     | Décret du 24 février 1881   |
| 51210      | Dizy-sur-Marne        | Marne                                | Dizy-Magenta          | Décret du 28 juillet 1881   |
| 91228      | Évry-sur-Seine        | Seine-et-Oise (actuellement Essonne) | Évry-Petit-Bourg      | Décret du 19 août 1881      |
| 45032      | Le Bignon             | Loiret                               | Le Bignon-Mirabeau    | Décret du 13 décembre 1881  |
| 60300      | Hardivillers          | Oise                                 | Hardivillers-en-Vexin | Décret du 26 décembre 1881, |
| 88361      | Provenchères          | Vosges                               | Provenchères-sur-Fave | Décret du 26 décembre 1881, |

### 1882
| Code INSEE | Ancienne dénomination  | Département                           | Nouvelle dénomination       | Date                       |
| ---------- | ---------------------- | ------------------------------------- | --------------------------- | -------------------------- |
| 58164      | Mesves                 | Nièvre                                | Mesves-sur-Loire            | Décret du 19 janvier 1882  |
| 71417      | Saint-Gengoux-le-Royal | Saône-et-Loire                        | Saint-Gengoux-le-National   | Décret du 17 avril 1882    |
| 49193      | Le May                 | Maine-et-Loire                        | Le May-sur-Èvre             | Décret du 27 juillet 1882  |
| 89042      | Anstrude               | Yonne                                 | Bierry-les-Belles-Fontaines | Décret du 3 août 1882      |
| 76201      | Croisy                 | Seine-Inférieure                      | Croisy-sur-Andelle          | Décret du 16 octobre 1882, |
| 78358      | Maisons-sur-Seine      | Seine-et-Oise (actuellement Yvelines) | Maisons-Laffitte            | Décret du 16 octobre 1882, |
| 76026      | Arques                 | Seine-Inférieure                      | Arques-la-Bataille          | Décret du 13 novembre 1882 |
| 91186      | Courson-l'Aunay        | Seine-et-Oise (actuellement Essonne)  | Courson-Monteloup           | Décret du 13 novembre 1882 |
| 88289      | Martigny-lez-Lamarche  | Vosges                                | Martigny-les-Bains          | Décret du 13 novembre 1882 |
| 69244      | Tassin                 | Rhône                                 | Tassin-la-Demi-Lune         | Décret du 27 novembre 1882 |
| 88348      | Pierrepont             | Vosges                                | Pierrepont-sur-l'Arantèle   | Décret du 4 décembre 1882  |
| 80548      | Millencourt            | Somme                                 | Millencourt-en-Ponthieu     | Décret du 7 décembre 1882  |

### 1883
| Code INSEE | Ancienne dénomination      | Département                           | Nouvelle dénomination  | Date                        |
| ---------- | -------------------------- | ------------------------------------- | ---------------------- | --------------------------- |
| 01277      | Montgriffon                | Ain                                   | Nivollet-Montgriffon   | Décret du 3 janvier 1883    |
| 65287      | Loures                     | Hautes-Pyrénées                       | Loures-Barousse        | Décret du 8 janvier 1883    |
| 12265      | Verrières                  | Aveyron                               | Sébrazac               | Décret du 11 janvier 1883,  |
| 58313      | Laché-Assarts              | Nièvre                                | Vitry-Laché            | Décret du 11 janvier 1883,  |
| 12129      | Thouels                    | Aveyron                               | Lestrade-et-Thouels    | Décret du 7 mai 1883        |
| 39023      | Villette-lez-Saint-Amour   | Jura                                  | L'Aubépin              | Décret du 5 juin 1883       |
| 58216      | Pouques                    | Nièvre                                | Pouques-Lormes         | Décret du 3 juillet 1883    |
| 71080      | Colombier-sous-Uxelles     | Saône-et-Loire                        | Champagny-sous-Uxelles | Décret du 27 août 1883      |
| 49230      | Noyant                     | Maine-et-Loire                        | Noyant-la-Plaine       | Décret du 12 septembre 1883 |
| 49033      | La Boissière-Saint-Florent | Maine-et-Loire                        | La Boissière-sur-Èvre  | Décret du 8 novembre 1883   |
| 91374      | Marolles                   | Seine-et-Oise (auj. Essonne)          | Marolles-en-Beauce     | Décret du 8 novembre 1883   |
| 78513      | La Queue                   | Seine-et-Oise (actuellement Yvelines) | La Queue-lez-Yvelines  | Décret du 10 décembre 1883  |
| 02617      | Pouilly                    | Aisne                                 | Pouilly-sur-Serre      | Décret du 17 décembre 1883, |
| 02668      | Sains                      | Aisne                                 | Sains-Richaumont       | Décret du 17 décembre 1883, |

### 1884
| Code INSEE | Ancienne dénomination   | Département                             | Nouvelle dénomination | Date                        |
| ---------- | ----------------------- | --------------------------------------- | --------------------- | --------------------------- |
| 34312      | Boussagues              | Hérault                                 | La Tour-sur-Orb       | Décret du 14 janvier 1884   |
| 03106      | Durdat                  | Allier                                  | Durdat-Larequille     | Décret du 7 avril 1884      |
| 89055      | Brienon                 | Yonne                                   | Brienon-sur-Armançon  | Décret du 7 avril 1884      |
| 18038      | Allichamps              | Cher                                    | Bruère-Allichamps     | Loi du 16 avril 1884        |
| 18042      | La Celle-Bruère         | Cher                                    | La Celle              | Loi du 16 avril 1884        |
| 43067      | Chavagnac               | Haute-Loire                             | Chavaniac-Lafayette   | Décret du 3 juillet 1884    |
| 22194      | Plestin                 | Côtes-du-Nord                           | Plestin-les-Grèves    | Décret du 7 juillet 1884    |
| 58141      | Frétoy                  | Nièvre                                  | Lavault-de-Frétoy     | Décret du 14 novembre 1884  |
| 05010      | Aspres-lès-Veynes       | Hautes-Alpes                            | Aspres-sur-Buëch      | Décret du 20 novembre 1884, |
| 43074      | Saint-Ferréol-de-Cohade | Haute-Loire                             | Cohade                | Décret du 20 novembre 1884, |
| 86097      | La Ferrière             | Vienne                                  | La Ferrière-Airoux    | Décret du 20 novembre 1884, |
| 95144      | Châtenay                | Seine-et-Oise (actuellement Val-d'Oise) | Châtenay-en-France    | Décret du 20 novembre 1884, |

### 1885
| Code INSEE | Ancienne dénomination | Département                             | Nouvelle dénomination   | Date                        |
| ---------- | --------------------- | --------------------------------------- | ----------------------- | --------------------------- |
| 14325      | Hermanville           | Calvados                                | Hermanville-sur-Mer     | Décret du 11 février 1885   |
| 63004      | Comps                 | Puy-de-Dôme                             | Les Ancizes-Comps       | Décret du 3 mars 1885       |
| 21494      | Poncey-lez-Pellerey   | Côte-d'Or                               | Poncey-sur-l'Ignon      | Décret du 9 juin 1885       |
| 34333      | Vic                   | Hérault                                 | Vic-les-Étangs          | Décret du 9 juin 1885       |
| 38449      | Saint-Quentin         | Isère                                   | Saint-Quentin-Fallavier | Décret du 2 juillet 1885    |
| 95625      | Ws                    | Seine-et-Oise (actuellement Val-d'Oise) | Us                      | Décret du 3 août 1885       |
| 59642      | Alnes                 | Nord                                    | Warlaing                | Décret du 22 août 1885      |
| 32045      | Lasserre-Berdoues     | Gers                                    | Berdoues                | Décret du 28 août 1885      |
| 34067      | Cazilhac-le-Bas       | Hérault                                 | Cazilhac                | Décret du 14 septembre 1885 |
| 22125      | Lescouët              | Côtes-du-Nord                           | Lescouët-Jugon          | Décret du 13 novembre 1885  |
| 01022      | Yon-Artemare          | Ain                                     | Artemare                | Décret du 22 décembre 1885  |
| 02496      | Cointicourt           | Aisne                                   | Monnes                  | Décret du 22 décembre 1885  |
| 33143      | Cubzac                | Gironde                                 | Cubzac-les-Ponts        | Décret du 22 décembre 1885  |
| 33374      | Saint-Aubin           | Gironde                                 | Saint-Aubin-de-Blaye    | Décret du 22 décembre 1885  |

### 1886
| Code INSEE | Ancienne dénomination       | Département                           | Nouvelle dénomination    | Date                        |
| ---------- | --------------------------- | ------------------------------------- | ------------------------ | --------------------------- |
| 21267      | Flagey-lès-Gilly            | Côte-d'Or                             | Flagey-Echézeaux         | Décret du 3 mars 1886       |
| 80784      | Vaux-sous-Corbie            | Somme                                 | Vaux-sur-Somme           | Décret du 10 mai 1886       |
| 81204      | Augmontel                   | Tarn                                  | Payrin-Augmontel         | Décret du 11 mai 1886       |
| 80583      | Nampty-Coppegueule          | Somme                                 | Nampty                   | Décret du 15 mai 1886       |
| 30055      | Brouzet                     | Gard                                  | Brouzet-lès-Alais        | Décret du 30 juillet 1886   |
| 30295      | Saint-Quentin               | Gard                                  | Saint-Quentin-la-Poterie | Décret du 30 juillet 1886   |
| 08331      | Noyers                      | Ardennes                              | Noyers-Pont-Maugis       | Décret du 2 août 1886       |
| 73304      | Val-de-Tignes               | Savoie                                | Val-d'Isère              | Décret du 2 août 1886       |
| 61333      | Saint-Martin-de-Pontchardon | Orne                                  | Pontchardon              | Décret du 3 août 1886       |
| 62865      | Vitry                       | Pas-de-Calais                         | Vitry-en-Artois          | Décret du 3 août 1886       |
| 77061      | Cannes                      | Seine-et-Marne                        | Cannes-Écluse            | Décret du 3 août 1886       |
| 01354      | Pouilly-Saint-Genis         | Ain                                   | Saint-Genis-Pouilly      | Décret du 5 août 1886       |
| 33165      | Fargues                     | Gironde                               | Fargues-Saint-Hilaire    | Décret du 11 août 1886      |
| 21458      | Noiron-lèz-Cîteaux          | Côte-d'Or                             | Noiron-sous-Gevrey       | Décret du 28 octobre 1886   |
| 80308      | Feuquières                  | Somme                                 | Feuquières-en-Vimeu      | Décret du 11 novembre 1886, |
| 80330      | Forceville                  | Somme                                 | Forceville-en-Vimeu      | Décret du 11 novembre 1886, |
| 80765      | Tours                       | Somme                                 | Tours-en-Vimeu           | Décret du 11 novembre 1886, |
| 83099      | Puget                       | Var                                   | Puget-sur-Argens         | Décret du 18 novembre 1886  |
| 78147      | Chaufour                    | Seine-et-Oise (actuellement Yvelines) | Chaufour-lès-Bonnières   | Décret du 22 décembre 1886  |
| 91148      | Chauffour                   | Seine-et-Oise (actuellement Essonne)  | Chauffour-lès-Étréchy    | Décret du 22 décembre 1886  |

### 1887
| Code INSEE | Ancienne dénomination          | Département                                    | Nouvelle dénomination     | Date                        |
| ---------- | ------------------------------ | ---------------------------------------------- | ------------------------- | --------------------------- |
| 33326      | Plèneselve                     | Gironde                                        | Pleine-Selve              | Décret du 8 janvier 1887    |
| 33137      | Cours                          | Gironde                                        | Cours-les-Bains           | Décret du 7 mars 1887       |
| 81109      | Gibrondes                      | Tarn                                           | Jonquières                | Décret du 19 avril 1887     |
| 05039      | Aubessagne                     | Hautes-Alpes                                   | Chauffayer                | Décret du 16 juin 1887      |
| 62407      | Ham                            | Pas-de-Calais                                  | Ham-en-Artois             | Décret du 18 juin 1887      |
| 26193      | Montbrun                       | Drôme                                          | Montbrun-les-Bains        | Décret du 30 juin 1887      |
| 36149      | Palluau                        | Indre                                          | Palluau-sur-Indre         | Décret du 30 juin 1887      |
| 41204      | Saint-Claude                   | Loir-et-Cher                                   | Saint-Claude-de-Diray     | Décret du 5 juillet 1887,   |
| 77529      | Saint-Martin-lès-Voulangis     | Seine-et-Marne                                 | Voulangis                 | Décret du 5 juillet 1887,   |
| 78623      | Le Tremblay                    | Seine-et-Oise (actuellement Yvelines)          | Le Tremblay-sur-Mauldre   | Décret du 5 juillet 1887,   |
| 93073      | Tremblay                       | Seine-et-Oise (actuellement Seine-Saint-Denis) | Tremblay-lès-Gonesse      | Décret du 5 juillet 1887,   |
| 44103      | Montoir                        | Loire-Inférieure                               | Montoir-de-Bretagne       | Décret du 7 juillet 1887,   |
| 59153      | Condé                          | Nord                                           | Condé-sur-l'Escaut        | Décret du 7 juillet 1887,   |
| 44005      | Arthon                         | Loire-Inférieure                               | Arthon-en-Retz            | Décret du 9 juillet 1887    |
| 44021      | Bourgneuf                      | Loire-Inférieure                               | Bourgneuf-en-Retz         | Décret du 9 juillet 1887    |
| 44109.C    | Chantenay                      | Loire-Inférieure                               | Chantenay-sur-Loire       | Décret du 9 juillet 1887    |
| 44095      | La Meilleraye                  | Loire-Inférieure                               | La Meilleraye-de-Bretagne | Décret du 20 août 1887      |
| 44056      | Fay                            | Loire-Inférieure                               | Fay-de-Bretagne           | Décret du 25 août 1887      |
| 42320      | Saint-Christo-Lachal-Valfleury | Loire                                          | Valfleury                 | Décret du 26 septembre 1887 |
| 63050      | Brassac                        | Puy-de-Dôme                                    | Brassac-les-Mines         | Décret du 26 septembre 1887 |
| 85019      | Belleville                     | Vendée                                         | Belleville-sur-Vie        | Décret du 26 septembre 1887 |
| 39435      | Poitte                         | Jura                                           | Pont-de-Poitte            | Décret du 23 novembre 1887  |
| 14469      | Norrey                         | Calvados                                       | Norrey-en-Auge            | Décret du 24 novembre 1887  |
| 16186      | Lignières                      | Charente                                       | Lignières-Sonneville      | Décret du 8 décembre 1887   |
| 30281      | Saint-Mamert                   | Gard                                           | Saint-Mamert-du-Gard      | Décret du 8 décembre 1887   |
| 46093      | Sainte-Eulalie                 | Lot                                            | Espagnac-Sainte-Eulalie   | Décret du 8 décembre 1887   |
| 62617      | Nœux                           | Pas-de-Calais                                  | Nœux-les-Mines            | Décret du 8 décembre 1887   |
| 80498      | Mailly                         | Somme                                          | Mailly-Maillet            | Décret du 8 décembre 1887   |
| 44099      | Moisdon                        | Loire-Inférieure                               | Moisdon-la-Rivière        | Décret du 11 décembre 1887  |

### 1888
| Code INSEE | Ancienne dénomination       | Département         | Nouvelle dénomination   | Date                       |
| ---------- | --------------------------- | ------------------- | ----------------------- | -------------------------- |
| 02037      | Aulnois                     | Aisne               | Aulnois-sous-Laon       | Décret du 9 janvier 1888   |
| 08108      | Château-Regnault            | Ardennes            | Château-Regnault-Bogny  | Décret du 9 janvier 1888   |
| 13039      | Fos                         | Bouches-du-Rhône    | Fos-sur-Mer             | Décret du 2 février 1888,  |
| 73241      | Sainte-Hélène-des-Millières | Savoie              | Sainte-Hélène-sur-Isère | Décret du 2 février 1888,  |
| 09313      | Tourtouse-et-Lasserre       | Ariège              | Tourtouse               | Loi du 27 février 1888     |
| 03202      | Noyant                      | Allier              | Noyant-d'Allier         | Décret du 2 mars 1888      |
| 14408      | May                         | Calvados            | May-sur-Orne            | Décret du 2 mars 1888      |
| 77480      | Valence                     | Seine-et-Marne      | Valence-en-Brie         | Décret du 25 juin 1888     |
| 03051      | Nocq                        | Allier              | Nocq-Chambérat          | Décret du 9 juin 1888      |
| 58057      | Chantenay                   | Nièvre              | Chantenay-Saint-Imbert  | Décret du 9 juillet 1888   |
| 13027      | Châteaurenard               | Bouches-du-Rhône    | Châteaurenard-Provence  | Décret du 27 juillet 1888  |
| 44203      | Le Temple                   | Loire-Inférieure    | Le Temple-de-Bretagne   | Décret du 27 juillet 1888  |
| 51575      | Toulon                      | Marne               | Toulon-la-Montagne      | Décret du 27 juillet 1888  |
| 55454      | Saint-Aubin                 | Meuse               | Saint-Aubin-sur-Aire    | Décret du 27 juillet 1888  |
| 59464      | Poix                        | Nord                | Poix-du-Nord            | Décret du 27 juillet 1888  |
| 86288      | Vicq                        | Vienne              | Vicq-sur-Gartempe       | Décret du 27 juillet 1888  |
| 33109      | Castres                     | Gironde             | Castres-Gironde         | Décret du 21 août 1888     |
| 40080      | Cazères                     | Landes              | Cazères-sur-l'Adour     | Décret du 21 août 1888     |
| 39063      | Petites-Chiettes            | Jura                | Bonlieu                 | Décret du 27 août 1888     |
| 49299      | Saint-Léger                 | Maine-et-Loire      | Saint-Léger-sous-Cholet | Décret du 27 août 1888     |
| 50562      | Saint-Vaast                 | Manche              | Saint-Vaast-la-Hougue   | Décret du 27 août 1888     |
| 87097      | Mézières                    | Haute-Vienne        | Mézières-sur-Issoire    | Décret du 27 août 1888     |
| 32181      | Laguian-Miélan              | Gers                | Laguian-Mazous          | Décret du 3 décembre 1888  |
| 35326      | Sens                        | Ille-et-Vilaine     | Sens-de-Bretagne        | Décret du 3 décembre 1888  |
| 35361      | Le Vivier                   | Ille-et-Vilaine     | Le Vivier-sur-Mer       | Décret du 3 décembre 1888  |
| 51492      | Saint-Just                  | Marne               | Saint-Just-Sauvage      | Décret du 3 décembre 1888  |
| 62698      | Recques                     | Pas-de-Calais       | Recques-sur-Course      | Décret du 3 décembre 1888  |
| 63434      | Tours                       | Puy-de-Dôme         | Tours-sur-Meymont       | Décret du 3 décembre 1888  |
| 77260      | Lourps                      | Seine-et-Marne      | Longueville             | Décret du 17 décembre 1888 |
| 17360      | Sainte-Marie                | Charente-Inférieure | Sainte-Marie-de-Ré      | Décret du 27 décembre 1888 |

### 1889
| Code INSEE | Ancienne dénomination    | Département         | Nouvelle dénomination    | Date                        |
| ---------- | ------------------------ | ------------------- | ------------------------ | --------------------------- |
| 60178      | Crèvecœur                | Oise                | Crèvecœur-le-Grand       | Décret du 4 janvier 1889    |
| 02428      | Licy-les-Moines          | Aisne               | Licy-Clignon             | Décret du 19 janvier 1889   |
| 21632      | Thorey-lès-Époisses      | Côte-d'Or           | Thorey-en-Plaine         | Décret du 13 février 1889   |
| 81168      | Mirandol                 | Tarn                | Mirandol-Bourgnounac     | Décret du 13 février 1889   |
| 83126      | La Seyne                 | Var                 | La Seyne-sur-Mer         | Décret du 13 février 1889   |
| 35006      | Argentré                 | Ille-et-Vilaine     | Argentré-du-Plessis      | Décret du 19 février 1889   |
| 48111      | La Rouvière              | Lozère              | Pelouse                  | Décret du 19 février 1889   |
| 21069      | Saint-Beury              | Côte-d'Or           | Beurizot                 | Décret du 23 mai 1889       |
| 12220      | Sainte-Eulalie-du-Larzac | Aveyron             | Sainte-Eulalie-de-Cernon | Décret du 17 juillet 1889   |
| 47306      | Le Temple                | Lot-et-Garonne      | Le Temple-sur-Lot        | Décret du 17 juillet 1889   |
| 51422      | Pargny                   | Marne               | Pargny-lès-Reims         | Décret du 23 juillet 1889   |
| 14495      | Périers                  | Calvados            | Périers-sur-le-Dan       | Décret du 9 août 1889,      |
| 14658      | Saint-Sever              | Calvados            | Saint-Sever-Calvados     | Décret du 9 août 1889,      |
| 17328      | Saint-Fort               | Charente-Inférieure | Saint-Fort-sur-Gironde   | Décret du 9 août 1889,      |
| 47164      | Naresse                  | Lot-et-Garonne      | Mazières-Naresse         | Décret du 9 août 1889,      |
| 64352      | Eslourenties             | Basses-Pyrénées     | Lourenties               | Décret du 9 août 1889,      |
| 64359      | Lucq                     | Basses-Pyrénées     | Lucq-de-Béarn            | Décret du 9 août 1889,      |
| 80222      | Crécy                    | Somme               | Crécy-en-Ponthieu        | Décret du 9 août 1889,      |
| 80315      | Flers                    | Somme               | Flers-sur-Noye           | Décret du 9 août 1889,      |
| 58255      | Saint-Martin-du-Puits    | Nièvre              | Saint-Martin-du-Puy      | Décret du 5 septembre 1889  |
| 47069      | Saint-Cirq               | Lot-et-Garonne      | Colayrac-Saint-Cirq      | Décret du 9 septembre 1889  |
| 59633      | Wallers                  | Nord                | Wallers-Trélon           | Décret du 9 septembre 1889  |
| 06120      | Saint-Étienne            | Alpes-Maritimes     | Saint-Étienne-de-Tinée   | Décret du 10 septembre 1889 |
| 17264      | Nieul                    | Charente-Inférieure | Nieul-sur-Mer            | Décret du 10 septembre 1889 |
| 59540      | Saint-Pol                | Nord                | Saint-Pol-sur-Mer        | Décret du 13 septembre 1889 |
| 06127      | Saint-Martin-Lantosque   | Alpes-Maritimes     | Saint-Martin-Vésubie     | Décret du 29 octobre 1889   |
| 34283      | Parlatges                | Hérault             | Saint-Pierre-de-la-Fage  | Décret du 14 novembre 1889  |
| 97229      | Case-Navire              | Martinique          | Schœlcher                | Décret du 25 novembre 1889  |
| 65069      | Labarthe                 | Hautes-Pyrénées     | La Barthe-de-Neste       | Décret du 27 novembre 1889  |
| 05122      | La Roche-sous-Briançon   | Hautes-Alpes        | La Roche-de-Rame         | Décret du 12 décembre 1889  |
| 35125      | La Guerche               | Ille-et-Vilaine     | La Guerche-de-Bretagne   | Décret du 12 décembre 1889  |
| 54135      | Colombey                 | Meurthe-et-Moselle  | Colombey-les-Belles      | Décret du 12 décembre 1889  |
| 09032      | Ax                       | Ariège              | Ax-les-Thermes           | Décret du 24 décembre 1888  |